# Alfred Martineau
Pour les articles homonymes, voir Martineau.
Ne doit pas être confondu avec Alfred Martin.
Albert Alfred Martineau, né le 18 décembre 1859 à Artins (Loir-et-Cher) et décédé le 25 janvier 1945 à Varennes (Dordogne), a été député, fonctionnaire colonial puis professeur d'histoire coloniale au Collège de France.

## Biographie

### Formation
Albert Martineau est archiviste paléographe de formation, diplômé de l'École des chartes.

### Député du 19e arrondissement de Paris
En mai 1888, il intègre le comité directeur de la Ligue des patriotes au moment où celle-ci devient boulangiste. C'est donc sous le patronage du général Boulanger que Martineau est élu député de Paris du 19e arrondissement en octobre 1889. Cependant, en janvier 1890, il quitte  le boulangisme et prend la couleur politique de l'opportunisme. Lorsqu'il s'explique devant ses électeurs lors d'une réunion publique, il y est hué et battu et doit promettre de démissionner pour éviter d'être lynché. Le lendemain, il reste député mais rejoint la majorité républicaine
Durant son mandat, il s'intéresse aux questions coloniales et prend position « contre les procédés barbares, onéreux et stériles de conquête qui étaient de mode à cette époque ».

### Carrière dans les colonies
En 1893, il est  élu au conseil supérieur des colonies comme délégué de Nossi Bé et prône l'établissement d'un protectorat français sur Madagascar. En 1896, il est nommé dans le corps des directeurs de l'intérieur au ministère des Colonies.
En 1898, il est brièvement secrétaire général de la Nouvelle-Calédonie. Il est gouverneur de la Côte française des Somalis (1899), de Saint-Pierre-et-Miquelon (1900), puis de Mayotte (1903), qu'il quitte en 1904. Après un passage au Gabon (1907) où il est lieutenant-gouverneur, il prend la responsabilité des Établissements français de l'Inde (1910) dont il devient gouverneur (1911). 
Après un passage en administration centrale (directeur de l'Office colonial) en 1912, il reprend la direction des Établissements français de l'Inde de 1913 à 1918. 

### Historien
Sa vocation d'historien se réveille alors : avec le concours du président du Conseil général de l’Inde française et le maire de Pondichéry, il fonde en 1911 la Société d'histoire de l'Inde française. La Société publie des documents d’ordre diplomatique et politique. Elle sera dissoute en 1948 peu après sa mort.
Il est le fondateur en 1912 de la Société d'histoire des colonies françaises qui, elle, existe toujours, qui publie dès 1913 la Revue de l'histoire des colonies françaises, devenue Revue d'histoire des colonies puis Revue française d'histoire d'outre-mer et enfin Outre-mers. Il termine sa carrière coloniale comme chef du service de l'Indochine au ministère.
Admis à la retraite en 1921, il est le premier titulaire de la chaire d'histoire coloniale au Collège de France, poste qu'il occupe jusqu'en 1935.
Il meurt en janvier 1945.

## Publications
- Martineau (Alfred), Dupleix et l'Inde française 1722-1749, Paris, Champion, 1920-1928, 4 vol.
- Hanotaux (Gabriel), Martineau (Alfred), Histoire des colonies françaises et de l’expansion française dans le monde, Paris, Plon, 1930-1934, 6 vol.
- Martineau (Alfred), Dupleix, sa vie et son œuvre, Société d'éditions géographiques, maritimes et coloniales, 1931, 365 p.
- Martineau (Alfred), Bussy et l'Inde française, 1720-1795, Paris, 1935
- Martineau (Alfred) avec L. -Ph. May, "Trois siécles d'histoire Antillaise Martinique et Guadeloupe de 1635 a nos jours", Paris, 1935